# L'Humour de droite
Pour les articles homonymes, voir HDD.
L'Humour de droite, parfois désigné par le sigle HDD, est un collectif créé en juin 2009, composé de trentenaires anonymes travaillant dans la communication et les médias. Ce groupe est actif sur les réseaux sociaux : il anime un forum un profil Facebook, un fil Twitter et un Tumblr spécialisé dans la dérision et le sarcasme sur des sujets politiques et d'actualité,.  
L'Humour de droite n'est affilié à aucun parti politique, bien que le groupe se soit formé en réaction à la montée de « la droite décomplexée ».

## Activité
Bien que non militants de partis, les membres d'Humour de droite tentent de faire passer des messages au travers de leurs actions sur Internet, notamment contre la stigmatisation des étrangers, des pauvres et des fonctionnaires, ce qui leur a valu des menaces de mort d'après eux, mais ce serait un cas isolé,. Leurs tweets donnent régulièrement lieu à des réactions importantes sur le réseau social, récemment par exemple dans le cadre de l'ouverture du mariage civil aux couples de même sexe ou d'un article de Valeurs actuelles sur la "droitophobie",.
Une des cibles privilégiées du groupe est Benjamin Lancar, d'où le nom du Tumblr « bonjourlancar.tumblr.com ».

## Productions
L'Humour de droite a produit divers détournements relayés par la presse, comme l'organigramme UMP, paru dans OWNI, des stickers détournant le logo de l'UMP en remplaçant le nom du parti par LOL, et un plug-in modifiant les noms des dirigeants de l'UMP en ajoutant leur origine, le site web jeprefere.fr permettant le choix entre un don à l'UMP ou un don à des associations , et plus récemment un sac à l'effigie de diverses personnalités de droite, dans un but affiché de troll et de buzz. Le plug-in permettant de modifier les noms des dirigeants n'est cependant pas le seul à avoir été fait, puisque dans le cadre des débats sur le mariage homosexuel en France, un plugin remplaçant les termes père et mère par "parent A" et "parent B" dans les pages web a été proposé au téléchargement.
S'appuyant régulièrement sur sa communauté, L'Humour de droite a lancé de nombreuses opérations de « trollage », dont les plus marquantes ont fait les choux gras de la presse en ligne au cours de la campagne présidentielle de 2012.

### Élection présidentielle de 2012
Durant la campagne présidentielle de 2012, L'Humour de droite a lancé un concours de détournements de l'affiche de campagne du candidat Sarkozy,.
Dans la même période, L'Humour de droite a également proposé la revente du programme 2007 de Nicolas Sarkozy sur Le Bon Coin, recevant de multiples réponses et propositions et a détourné la "timeline" Facebook officielle de Nicolas Sarkozy en lançant une « vraie timeline » mentionnant les multiples oublis de la version officielle, comme son mariage avec Cecilia Sarkozy ou l'invitation de Bachar el-Assad au défilé du 14 juillet.
En outre, L'Humour de droite lance une vidéo quelques heures après la victoire de François Hollande, sous forme d'un générique de fin d'un film fictif nommé Le Quinquennat ; cette vidéo est corrosive puisqu'elle cite sous des formes légèrement déformées de multiples acteurs d'affaires politico-médiatiques,,.

## Notoriété
Le groupe d'Humour de droite a rencontré un succès grandissant depuis sa création. Ils ont par ailleurs travaillé de concert avec Loïc Sécheresse sur un des blogs de Libération et aussi avec Olivier Laude pour leur tote bag.

### Fausse disparition
Le 20 janvier 2010, le groupe fait disparaître sa page Facebook et son fil Twitter, sans aucune explication. En conséquence, et en l'absence d'explication, la page de Benjamin Lancar se voit très chahutée par les internautes fans de l'Humour de droite. Ce n'est que deux jours plus tard, après beaucoup d'inconnues et d'hypothèses, que l'Humour de droite restaure ses comptes Facebook et Twitter, l'opération ayant visé uniquement à faire parler d'eux,.